# Дуб Богдана Хмельницького у Млинівському лісгоспі
Дуб Богдана Хмельницького у Млинівському лісгоспі. Обхват 6 м, висота 40 м, вік близько 600 років, росте в Млинівському лісгоспі, Дублянському лісництві, кв. 53, вид. 21, Рівненська область. Отримав статус ботанічної пам'ятки природи в 1972 р. За легендою під дубом бували Петро І, Катерина ІІ, Богдан Хмельницький.